# 川勝博康
川勝 博康（かわかつ ひろやす、1975年9月19日 - ）は、日本の元サッカー選手、指導者。京都府出身。現在、京都サンガF.C.のコーチを担当。

## 来歴
同志社大学在学中の1997年にはユニバーシアード代表シチリア大会の日本代表に選ばれた。
大学を卒業後、1998年に京都パープルサンガに入団した。プロ4戦目で初先発だった福岡戦で、決勝ゴールを決めた。これが、リーグ戦の唯一の得点となった。現役生活は短かったが、引退後すぐに京都パープルサンガのスタッフに就任した。現在、京都サンガF.C.の下部組織のコーチを担当している。日本サッカー協会公認B級ライセンスをもつ。それと同時に京都のサッカーのジュニアユースクラブであるルセーロ京都のサポートスタッフも務めている。

## 所属クラブ
- 京都府立山城高等学校
- 同志社大学
- 1998年 - 2000年  京都パープルサンガ

## 個人成績
| 国内大会個人成績 | 国内大会個人成績 | 国内大会個人成績 | 国内大会個人成績 | 国内大会個人成績 | 国内大会個人成績 | 国内大会個人成績 | 国内大会個人成績 | 国内大会個人成績 | 国内大会個人成績 | 国内大会個人成績 | 国内大会個人成績 |
| 年度             | クラブ           | 背番号           | リーグ           | リーグ戦         | リーグ戦         | リーグ杯         | リーグ杯         | オープン杯       | オープン杯       | 期間通算         | 期間通算         |
| 年度             | クラブ           | 背番号           | リーグ           | 出場             | 得点             | 出場             | 得点             | 出場             | 得点             | 出場             | 得点             |
| 日本             | 日本             | 日本             | 日本             | リーグ戦         | リーグ戦         | リーグ杯         | リーグ杯         | 天皇杯           | 天皇杯           | 期間通算         | 期間通算         |
| ---------------- | ---------------- | ---------------- | ---------------- | ---------------- | ---------------- | ---------------- | ---------------- | ---------------- | ---------------- | ---------------- | ---------------- |
| 1998             | 京都             | 29               | J                | 8                | 1                | 0                | 0                | 1                | 2                | 9                | 3                |
| 1999             | 京都             | 29               | J1               | 11               | 0                | 1                | 1                | 0                | 0                | 12               | 1                |
| 2000             | 京都             | 29               | J1               | 0                | 0                | 0                | 0                | 0                | 0                | 0                | 0                |
| 通算             | 日本             | 日本             | J1               | 19               | 1                | 1                | 1                | 1                | 2                | 21               | 4                |
| 総通算           | 総通算           | 総通算           | 総通算           | 19               | 1                | 1                | 1                | 1                | 2                | 21               | 4                |

## 代表歴
- ユニバーシアード代表シチリア大会

## 指導歴
- 2001年 -  京都パープルサンガ / 京都サンガF.C.
  - 2001年 - 2004年 ジュニアユース コーチ
  - 2005年 - 2007年 ユース コーチ
  - 2007年 U-15 監督
  - 2008年 - 2009年 U-15 コーチ
  - 2010年 - 2012年 U-15 監督
  - 2013年 - 2014年 U-18 監督
  - 2015年 トップチーム コーチ
  - 2022年-4月KメソッドNJサッカークラブ代表　ATS-NJK U15監督